# 槲果螺總科
槲果螺總科（Cochlicopoidea），或作槲果螺超科，是直尿道類支序的成員。在較新的2017年《腹足類分類》，本總科被併入蛹螺總科，成為了蛹螺下目的成員。

## 分類

### 2005年分類
根據2005年的《布歇特和洛克羅伊的腹足類分類》，槲果螺總科是直輸尿管類之下五個總科之一，包括下列各科：
- 槲果螺科 Cochlicopidae（英语：Cochlicopidae）
- 同纹螺科（Amastridae）

### 2017年分類
根據2017年的《布歇特等人的腹足類分類》，蛹螺下目只包括蛹螺總科（Pupilloidea W. Turton, 1831）一個總科，原來直輸尿管類的另類四個總科都被併入蛹螺總科，包括槲果螺總科。